# Władimir Nikitienko
Władimir Andriejewicz Nikitienko, ros. Владимир Андреевич Никитенко (ur. 8 stycznia 1957 w Tierieku, Kabardo-Bałkaria, Rosyjska FSRR) – kazachski piłkarz pochodzenia rosyjskiego, grający na pozycji obrońcy lub pomocnika, trener piłkarski.

## Kariera piłkarska

### Kariera klubowa
Wychowanek Szkoły Sportowej Stroitiel Aszchabad. W 1974 rozpoczął karierę piłkarską w miejscowej drużynie Stroitiel Aszchabad. W 1978 został zaproszony do Kajratu Ałmaty. W 1988 przeszedł do Traktoru Pawłodar. W 1990 przeniósł się do Chimika Dżambuł, w którym zakończył karierę piłkarza w roku 1991. Jednak w 1993 już jako trener Dostyk Ałmaty również występował na boisku.

### Kariera reprezentacyjna
W 1979 bronił barw reprezentacji Kazachskiej SRR na Spartakiadzie Narodów ZSRR.

## Kariera trenerska
Po zakończeniu kariery piłkarza rozpoczął pracę szkoleniowca. W latach 1991–1992 pomagał trenować Chimik Dżambuł. W 1993 prowadził Dostyk Ałmaty, a potem pracował jako asystent trenera klubu Aktiubiniec Aktöbe (w 1994) i Jelimaj Semipałatyńsk (w 1995). W 1996 dołączył do sztabu szkoleniowego Kajratu Ałmaty, a po rozdzieleniu klubu w 1998 roku został mianowany na stanowisko głównego trenera SOPFK Kajrat Ałmaty, którym kierował do sierpnia 2000. Od 2001 do 2002 pomagał trenować FK Atyrau. W latach 2003–2007 z przerwą w 2006 pracował jako asystent trenera, a potem jako starszy administrator w sztabie szkoleniowym klubu Terek Grozny. W 2006 do czerwca ponownie pomagał trenować Kajrat-Ałmaty KTŻ. W 2008 prowadził Kajsar Kyzyłorda, a w 2009 Ordabasy Szymkent. W 2010 pracował jako asystent trenera Żetysu Tałdykorgan. W 2011 do 12 czerwca po raz kolejny kierował Kajratem Ałmaty. 11 kwietnia 2012 objął prowadzenie Kajsaru Kyzyłorda. Od 17 grudnia 2012 do 8 lipca 2014 stał na czele FK Aktöbe. 20 lipca 2014 objął stanowisko głównego trenera FK Atyrau.

## Sukcesy i odznaczenia

### Sukcesy piłkarskie
Kajrat Ałmaty
- mistrz II grupy Klasy A ZSRR: 1983

### Sukcesy trenerskie
Dostyk Ałmaty
- zdobywca Pucharu Kazachstanu: 1993

Jelimaj Semipałatyńsk (jako asystent)
- mistrz Kazachstanu: 1995
- zdobywca Pucharu Kazachstanu: 1995
- zdobywca Superpucharu Kazachstanu: 1995

Kajrat Ałmaty (jako asystent)
- brązowy medalista Mistrzostw Kazachstanu: 1997
- zdobywca Pucharu Kazachstanu: 1997

SOPFK Kajrat Ałmaty
- mistrz Kazachskiej Pierwszej Ligi: 1998
- brązowy medalista Mistrzostw Kazachstanu: 1999
- zdobywca Pucharu Kazachstanu: 2000

FK Atyrau (jako asystent)
- wicemistrz Kazachstanu: 2001, 2002

Terek Grozny (jako asystent)
- mistrz Rosyjskiej Pierwszej Dywizji: 2004
- wicemistrz Rosyjskiej Pierwszej Dywizji: 2007
- zdobywca Pucharu Rosji: 2004

FK Aktöbe
- mistrz Kazachstanu: 2013
- zdobywca Superpucharu Kazachstanu: 2014

### Sukcesy indywidualne
- rekordzista Kajratu Ałmaty w ilości rozegranych meczów: 257 meczów

### Odznaczenia
- tytuł Mistrza Sportu ZSRR